# Жан Жубер
Жан Жубер (на френски: Jean Joubert) е френски поет и писател на произведения в жанровете социална драма, лирика и детска литература.

## Биография и творчество
Жан Андре Морис Жубер е роден на 27 февруари 1928 г. в Шалет сюр Лоан, департамент Лоаре, Франция. Отраствайки там вижда как селището постепенно се превръща в индустриално предградие на Монтаржи, което в бъдеще става тема на цялото му творчество и по-специално в романа „Пясъчен човек“. По време на Втората световна война учи в колежа на Монтаржи, където открива поезията и започва да пише стихове.
През 1948 г. се премества в Париж, където започва да учи философия в Сорбоната, преди да се насочи към английска филология. През 1953 г. заминава в Монпелие. Там преподава английски в „старата гимназия“ за момчета (1954 – 1956), след това в гимназията „Жозеф Жофър“ (1957 – 1962). През 1955 г. се жени за Дениз Ниард, преподавателка по литература, с която имат две деца.
Първата му книга, стихосбирката „Линии на ръката“, е издадена през 1956 г. и печели наградата „Антонен Арто“. През 1958 г. участва в създаването на литературното списание „Тетрадките на еднорога“ с други писатели като Фредерик Жак Темпъл и Хенк Бройкър. От 1962 г. е назначен за асистент във факултета по литература на университета „Пол Валери“ в Монпелие, където преподава американска литература, и се мести в Гузарг със семейството си. В Монпелие става президент на първия Дом на поезията на Лангедок-Русийон, който впоследствие е кръстен на него.
Работата му включва дузина стихосбирки, включително стихосбирката „Стихове: 1955 – 1975“ от 1977 г., за която печели наградата „Маларме“ на френската академия „Маларме“ през 1978 г.
Първият му роман „Бялата гора“ е издаден през 1969 г. През 1975 г. е издаден романът му „Пясъчен човек“, който печели наградата „Ренодо“. Автор и е на редица романи и поезия за деца и юноши.
Жан Жубер умира на 28 ноември 2015 г. в Монпелие.

## Произведения

### Самостоятелни романи
- La Forêt blanche (1969)[1][2][3]
- Un bon sauvage (1972)
- L'Homme de sable (1975) – награда „Ренодо“
Пясъчен човек, изд.: „Народна младеж“, София (1981), прев. Анна Сталева
- Les Sabots rouges (1979)
- Mademoiselle Blanche (2008)
- Une Embellie, Actes Sud (1996) – награда „Маларме“ за гимназисти
- Les enfants de Noé (1988)
- Un peu avant la nuit (2001)

### Поезия
- Les Lignes de la Main (1956) – награда „Антонен Арто“[1][2][3]
- Les Poèmes – 1955 – 1975 (1977) – награда „Маларме“
- Les Vingt-Cinq Heures du jour (1987)
- La Main de feu, Grasset (1993)
- Anthologie personnelle (1997)
- Arche de la parole (2001)
- État d'urgence : Poèmes (2008)
- L'alphabet des ombres (2014) – награда „Роже Ковалски“
- Longtemps j'ai courtisé la nuit (2016)

### Детски романи
- Hibou blanc et souris bleue (1978)[1][2][3]
- Mystère à Papendroch (1982)
- Histoires de la forêt profonde (1984)
- Les Enfants de Noé (1987) – награда за най-добър детски роман
- Le Pays hors du monde (1991)
- À la recherche du rat-trompette (1993)
- Bongrochagri (1994)
- La Pie Magda (1995)
- Le Chien qui savait lire (1996)
- L'Été américain (1998)
- Mademoiselle Nuit (2000)
- Blouson bleu (2001)
- Le Roi Jean et son chien (2001)
- La jeune femme à la rose (2002)
- Voyage à Poudrenville (2003)
- Adrien dragon (2003)
- Jean, il y a des souris dans la cuisine (2005)
- Mini-contes pour enfants pointus (2007)

### Детска поезия
- Poèmes de la lune et de quelques étoiles (1992)[1][2]
- L'Amitié des bêtes (1997)
- La Maison du poète (1999)
- Petite musique du jour (2004)
- Chemin de neige Lo Païs d'enfance (2006)
- Arbre, mon ami (2009)
- La complainte de Mortimer (2009)

### Екранизации
- 1976 L'homme de sable – тв филм